# Monte Bastione
Il monte Bastione è una vetta dell'alto Appennino tosco-emiliano, ubicata al confine tra la provincia di Firenze e la provincia di Bologna, nel territorio comunale di Firenzuola e di San Benedetto Val di Sambro.

## Descrizione
Il monte Bastione, che raggiunge l'altezza di 1190 m sul livello del mare, rimane piuttosto isolato dalle altre montagne dell'Appennino; posizionato su un crinale spartiacque che separa le valli dei torrenti Savena a est, e Setta a ovest, può essere considerato un punto intermedio di una catena montuosa che parte dal Sasso di Castro (1276 m), dove nasce il Savena e giunge fino al monte dei Cucchi (1138 m), dove nasce il torrente Sambro, col nome di Pian di Balestra. Poco spostato verso ovest dal monte Bastione, è presente un altopiano noto col nome di piano della Chiesa.
Dai pendii del monte Bastione scendono alcuni piccoli corsi d'acqua che tributano nel Savena, come il rio della Valle, e nel Setta, come il rio Voglio.